# Спецтехноекспорт
Державне госпрозрахункове зовнішньоторговельне підприємство Спецтехноекспорт (STE) — українська державна компанія, основним видом діяльності якої є експортно-імпортні відносини на світовому ринку озброєнь.

## Історія
Підприємство створено Урядом України у липні 1998 року як дочірнє підприємство державної компанії «Укрспецекспорт. У 2010 році Спецтехноекспорт було включено до складу Державний Концерн «Укроборонпром».
З 2014 року підприємство почало займатися забезпеченням потреб військово-промислового комплексу Україні. Це в першу чергу забезпечення заводів запчастинами, що не виробляються в Україні, та підготовка програм модернізації бронетехніки радянського зразка іноземними компаніями.
У 2015 році державне підприємство заявляло  про налагодження співпраці з американськими компаніями Textron Systems та Flir Systems, канадською Inkas, турецькою «Aselsan».
«Спецтехноекспорт» стала першою компанією в Україні, що отримала ліцензію на виробництво безпілотників. У 2015 році «Спецтехноекспорт» представив Президенту України 5 моделей безпілотних авіаційних комплексів українського виробництва — «Patriot RV010», «Observer-S», «А1-С Фурія», «Columba» та «Sparrow».
За офіційно опублікованою інформацією, протягом 2015—2017 років «Спецтехноекспорт» щорічно виконує контракти загальною вартістю $120—140 млн. 10 % експортних контрактів підприємства стосуються організації науково-дослідних робіт в Україні з метою створення інноваційних технологій у сфері оборони. На початку 2018 року ДП ДГЗП «Спецтехноекспорт» інформував громадськість про те, що загальний обсяг портфелю замовлень «Спецтехноекспорту» оцінювався в $500 млн.
У 2018 році в роботі «Спецтехноекспорту» знаходиться майже 400 контрактів з індійськими замовниками. Так, за результатам выставки DefExpo в Індії у 2018 році «Спецтехноекспорт» уклав нові контракти загальною вартістю $19 млн. «Спецтехноекспорт» також тісно співпрацює з державними та приватними корпораціями Індії, серед яких Bharat Electronics Limited, Reliance Defense Limited, Tata Power Company Limited, Punj Lloyd, Larsen Turbo та ін.
«Спецтехноекспорт» став першою компанією України, що отримала ліцензію на імпорт в країну військового обладнання виробництва США. Зокрема, «Спецтехноекспорт» здійснює закупівлю американських гранатометів PSRL виробництва американської компанії Air Tronic USA на потреби українських силових структур.
«Спецтехноекспорт» розпочав тісну співпрацю з п'ятьма європейськими країнами у питаннях здійснення поставок Україні продукції військового призначення. 
Також «Спецтехноэкспорт» — це перша українська компанія, яка виграла міжнародний публічний тендер за правилами GPA. За результатами тендеру, який проводився відповідно до європейської Оборонної директиви 2009/81/ЄС, «Спецтехноекспорт» буде постачати комплектуючі до танків Т-72  протягом 2017-2019 рр. років для днієї з європейських країн (країна поставки в офіційних повідомленнях не називалася).
У 2019 році було підписано контракт на поставку Туреччині 120 мм ствольних керованих ракет "Конус" виробництва ДП "ДККБ "ЛУЧ" і пристроїв наведення для їхньої інтеграції в турецькі основні бойові танки.
За 7 місяців 2019 року державна компанія уклала нових зовнішньоекономічних контрактів загальною вартістю $337 млн, що є рекордним показником компанії за попередні 10 років. За даними Звіту про роботу підприємства, за 2018 рік компанією було укладено нових контрактів на суму $282,5 млн, хоча у 2017 році цей показник становив лише $114,4 млн.
1 жовтня 2024 року Міністр оборони України Рустем Умеров повідомив, що в рамках реформи оборонних закупівель державна компанія-спецімпортер «Спецтехноекспорт» переходить від ГУР МОУ до Міноборони .
4 жовтня 2024 року, за повідомленням пресслужби Міністерства оборони України, Кабінет Міністрів України ухвалив рішення про передачу цілісного майнового комплексу дочірнього підприємства Державної компанії «Укрспецекспорт» — Державного госпрозрахункового зовнішньоторгівельного підприємства «Спецтехноекспорт» — до сфери управління Міністерства оборони України.

## Місія
- Зміцнювати авторитет України за кордоном як країни з високим технологічним потенціалом.
- Підвищувати якісний рівень озброєння української армії.
- Залучати інвестиції у створення нових зразків озброєння та військової техніки в Україні.